# ويلارد سكوت
ويلارد سكوت (بالإنجليزية: Willard Scott)‏ (و. 1934  م) هو ممثل، وممثل تلفزي، وكاتب أمريكي، ولد في الإسكندرية، فيرجينيا.

## التعليم
تعلم في الجامعة الأميركية.

## وصلات خارجية
- ويلارد سكوت على موقع IMDb (الإنجليزية)
- ويلارد سكوت على موقع ميوزك برينز (الإنجليزية)
- ويلارد سكوت على موقع أول موفي (الإنجليزية)
- ويلارد سكوت على موقع إن إن دي بي (الإنجليزية)
- ويلارد سكوت على موقع قاعدة بيانات الفيلم (الإنجليزية)